# Karin Schlapbach
Karin Schlapbach (* 1969) ist eine Schweizer klassische Philologin.

## Leben
Sie studierte an den Universitäten Basel, Bologna und Bern, anschließend arbeitete sie als wissenschaftliche Assistentin am Klassisch-Philologischen Seminar der Universität Zürich, wo sie 2001 zur Dr. phil. promoviert wurde. Von 2004 bis 2007 forschte sie an der Cornell University, University of California, Berkeley, und King’s College London. An der Universität Ottawa lehrt sie als Assistant Professor of Classics (2007–2011), Associate Professor of Classics (2011–2016) und per Cross-appointment am Theatre Department (2013–2016). Seit 2016 lehrt sie als Professorin für Latinistik an der Universität Freiburg (Schweiz). Dort ist sie auch Mitglied des Mediävistischen Instituts.

## Schriften (Auswahl)
- Augustin: Contra Academicos vel De Academicis. Buch 1. Einleitung und Kommentar (= Patristische Texte und Studien. Band 58). De Gruyter, Berlin/New York 2003, ISBN 3-11-017811-7 (zugleich Dissertation, Zürich 2001).
- als Herausgeberin: Volume 8. New perspectives on late antique "spectacula" (= Studia patristica. Band 60). Peeters, Leuven 2013, ISBN 978-90-429-2993-7.
- The Anatomy of Dance Discourse. Literary and Philosophical Approaches to Dance in the Later Graeco-Roman World. OUP, Oxford 2018, ISBN 9780198807728.